# 손풍기
손풍기는 사람이 직접 손으로 들고 다닐 수가 있도록 만들어진 휴대용 선풍기를 가르키는 단어이다. 주로 여름철에 많이 쓰이는 제품 중에 하나이다.

## 특징
손풍기는 사람이 손으로 들고 다닐 수가 있도록 특별히 작게 만들어진 선풍기 중에 하나이다. 휴대용 선풍기의 일종이며 일반적인 휴대용 선풍기보다도 사람이 더욱 편리하게 휴대할 수가 있도록 일반적인 휴대용 선풍기에 비해서도 크기가 더욱 작게 제작된다. 휴대용 선풍기와 마찬가지로 건전지를 이용하여 작동하는 선풍기이며 여름철의 무더운 날씨에 사람의 몸이 지나치게 뜨거워지는 것을 막기위해 사용된다. 

## 같이 보기
- 선풍기
- 가전제품
- 휴대용 선풍기